# Heliamphora elongata
Espèce
Heliamphora elongata est une espèce de plante carnivore du genre Heliamphora et de la famille Sarraceniaceae. Elle se caractérise par de longues urnes élancées, généralement vertes avec des bords rouges.

## Taxonomie
Le nom correct complet (avec auteur) de ce taxon est Heliamphora elongata Nerz.

## Milieu naturel
C'est une plante originaire des Tepuis (montagnes tabulaires) de la région de la Guyane, au Venezuela.

## Prédateurs et parasites
Ses principaux prédateurs et parasites sont les cochenilles, les pucerons et les thrips.